# Szczepańcowa
Szczepańcowa ist eine Ortschaft mit einem Schulzenamt der Gemeinde Chorkówka im Powiat Krośnieński der Woiwodschaft Karpatenvorland in Polen.

## Geographie
Der Ort liegt am rechten Ufer der Jasiołka im Sanoker Flachland. Die Nachbarorte sind die Stadt Krosno im Nordosten, Głowienka im Osten, Machnówka im Süden, Zręcin im Westen, sowie Świerzowa Polska im Nordwesten.

## Geschichte
Der Ort wurde im Jahr 1399 als Sczepancz[owa Wo]lya erstmals urkundlich erwähnt, als es vom König Władysław II. Jagiełło dem Ritter Pietrasz von Falków verliehen wurde. Der besitzanzeigende Name ist vom Personennamen Szczepan (altpolnische Form von Stefan) abgeleitet, die Ergänzung Wola (lateinisch libertas) deutete auf eine steuerfreie Neugründung. Ab 1406 gehörte Szczepancowa Wola (nach der Abschrift aus dem 17. Jahrhundert) zur Stadt Krosno. Später wurde es als Szczepanczowa (1451), Szczepanowa Wola (1460), Sczyepaczowa (1504) und Szczepanyczowa (1530) erwähnt. Im Schöffenbuch des walddeutschen Dorfs Krzemienica bei Łańcut wurde der Name in den 1470er Jahren wahrscheinlich als Czep[p]ens[z]haw (mit dem Suffix -hau der Rodungsnamen) eingedeutscht.
Politisch gehörte das Dorf zum Sanoker Land,  Woiwodschaft Ruthenien, Königreich Polen, ab 1569 in der Adelsrepublik Polen-Litauen. Bei der Ersten Teilung Polens kam Szczepańcowa 1772 zum neuen Königreich Galizien und Lodomerien des habsburgischen Kaiserreichs (ab 1804). Ab dem Jahr 1855 gehörte Szczepańcowa zum Bezirk Krosno.
Nach dem Ende des Ersten Weltkriegs und dem Zusammenbruch der Habsburgermonarchie kam Szczepańcowa 1918 zu Polen. Unterbrochen wurde dies nur durch die deutsche Besetzung Polens im Zweiten Weltkrieg. Von 1975 bis 1998 gehörte Szczepańcowa zur Woiwodschaft Krosno.